# Рубен Паласуелос
Рубен Паласуелос Гарсия (роден на 11 април 1983 в Сантандер, Кантабрия) е испански футболист, играе като полузащитник и се състезава за българския Ботев Пловдив.

## Футболна кариера
Паласуелос започва футболната си кариера в клуба в родния си град Расинг Сантандер, но играе за резервния отбор. През 2004 г. напуска Сантандер и заиграва в отборите от третото ниво на испанския футбол Лансароте и Паленсия. След това подписва с друг третодивизонен отбор – Химнастика през 2006 г.
Не изиграва и един мач за Химнастика, а е даден под наем на гръцкия Арис за сезон 2006/07. През лятото на 2007 г. подписва с шотландския Хартс. Дебютът си в шотландското първенство прави срещу Абърдийн при равенството 1-1 през август 2007 г. Първият си гол за клуба вкарва при загубата с 2-1 като гост от Фолкърк. През сезон 2008/09 вкарва два гола на Мадъруел, както и късен изравнителен гол за равенството 2-2 на стадиона на гранда Рейнджърс. Паласуелос често е титуляр при престоя си в Хартс.
През 2011 г. се завръща в Испания и заиграва за Депортиво Алавес.
През юли 2012 г. подписва договор с българския Ботев Пловдив.